# Кентерис, Константинос
Константинос Кентерис (род. 11 июля 1973, Митилини) — греческий легкоатлет, который специализировался в беге на 200 метров. Олимпийский чемпион 2000 года. Чемпион Средиземноморских игр 1993 года на дистанции 400 метров. Выиграл чемпионат Европы 2002 года с национальным рекордом — 19,85. Также в настоящее время владеет рекордом Греции на дистанции 400 метров в помещении — 46,36. Накануне Олимпиады 2004 года он не явился на допинг-контроль и тем самым был дисквалифицирован и не допущен к участию в олимпийских играх.